# Dê Bormina
Dê Bormina là một giống dê nhà từ Valtellina, ở phía bắc của tỉnh Sondrio, Lombardy, thuộc miền bắc Italy. Giống dê này đặc biệt gắn liền với khu vực của Comune của Bormio, do đó, tên của giống dê này được đặt theo. Nó được nuôi dưỡng chủ yếu ở Valtellina nhưng cũng được báo cáo từ Lario và từ khu vực Varese.
Giống dê này không có sự công nhận chính thức ở Ý, và số lượng của giống dê này rất thấp. Việc chăn nuôi giống dê này được mở rộng: các cá thể được giữ trên đồng cỏ núi cao trong những tháng mùa hè, và mang đến các nơi trú ẩn vào mùa đông.
Dê Bormia được nuôi để cho sữa.

## Lịch sử
Nguồn gốc của Bormina không rõ. Giống dê này có thể có nguồn gốc tổ tiên là dê Toggenburg từ vùng đông bắc Thụy Sĩ nhập khẩu vào Valtellina vào năm 1941 và 1942 vì lý do năng suất sữa cao và lai tạo với các chủng địa phương, hoặc có thể phát sinh từ trao đổi văn hóa lâu đời truyền thống lâu đời. Bormina cũng cho thấy sự giống nhau với giống dê Bionda dell'Adamello từ Val Camonica.
Bormina không được chính thức công nhận là một giống dê, và không nằm trong số 44 giống dê Ý có phân bố hạn chế mà một cuốn sách về giống được lưu giữ bởi Associazione Nazionale della Pastorizia, hiệp hội chăn nuôi cừu và dê quốc gia Ý. Số lượng dê giống này được báo cáo ở mức 100 vào năm 1992; không có dữ liệu gần đây. Loài này chịu áp lực cạnh tranh từ dê Frisa Valtellinese hoặc dê Frontalasca, được nuôi trong cùng một khu vực.